# Ceratocanthus eulampros
Ceratocanthus eulampros är en skalbaggsart som beskrevs av Bates 1887. Ceratocanthus eulampros ingår i släktet Ceratocanthus och familjen Hybosoridae. Inga underarter finns listade i Catalogue of Life.